# 约翰·海因里希·施梅尔策
约翰·海因里希·施梅尔策（德語：Johann Heinrich Schmelzer；1620年—1680年3月），奥地利作曲家，小提琴家。1643年他被任命为圣斯蒂芬大教堂的小号手，1649年成为宫廷小提琴家，1671年升任副乐长。他为小提琴创作的大量作品开拓了这件乐器的表现力，并通过他的著名学生比贝尔传于后世。

## 外部連結
- 约翰·海因里希·施梅尔策的免费乐谱，由国际乐谱典藏计划提供
- 约翰·海因里希·施梅尔策的樂譜，来自乌托邦计划